# لنگوربالا
لنگوربالا، روستایی از توابع بخش مرکزی شهرستان بابل در استان مازندران ایران است.

## جمعیت
این روستا در دهستان فیضیه قرار دارد و براساس سرشماری مرکز آمار ایران در سال ۱۳۸۵، جمعیت آن ۴۰۶ نفر (۱۰۸خانوار) بوده‌است.